# Ansel Elgort
Ansel Elgort, född 14 mars 1994 i New York, är en amerikansk skådespelare samt DJ och sångare under namnet Ansolo. Han är känd för sin roll som Caleb Prior i Divergent samt som Augustus Waters i The Fault in Our Stars. Ansel Elgort spelar manliga huvudrollen Tony i Steven Spielbergs flerfaldigt Oscarsnominerade filmatisering av West Side Story (2021).  

## Biografi
Ansel Elgorts far, Arthur Elgort, är fotograf för Vogue och hans mor, Grethe Barrett Holby, är operaregissör. Han har två äldre syskon, Sophie och Warren. Elgort har ursprung från ashkenazer, England, Tyskland och Norge.
Vid nio års ålder började Elgort på School of American Ballet och han deltog även på Fiorello H. LaGuardia High School och Stagedoor Manor sommarläger. Han började skådespela vid 12 års ålder, då han deltog i skolans teaterproduktion av Guys and Dolls. Under 2012 fick han en roll i en teaterpjäs, Regrets av Matt Charman.

## Filmografi

### Film
| År   | Titel                            | Roll                   | Noteringar |
| ---- | -------------------------------- | ---------------------- | ---------- |
| 2013 | Carrie                           | Tommy Ross             |            |
| 2014 | Divergent                        | Caleb Prior            |            |
| 2014 | Förr eller senare exploderar jag | Augustus Waters        |            |
| 2014 | Men, Women & Children            | Tim Mooney             |            |
| 2015 | The Divergent Series: Insurgent  | Caleb Prior            |            |
| 2015 | Paper Towns                      | Mason                  | Caméoroll  |
| 2016 | The Divergent Series: Allegiant  | Caleb Prior            |            |
| 2017 | Baby Driver                      | Baby / Miles           |            |
| 2017 | November Criminals               | Addison Schacht        |            |
| 2018 | Jonathan                         | Jonathan / John        |            |
| 2018 | Billionaire Boys Club            | Joe Hunt               |            |
| 2019 | The Goldfinch                    | Theodore "Theo" Decker |            |
| 2021 | West Side Story                  | Tony                   |            |